# 胡向东
胡向东（1961年2月20日—2018年12月18日），浙江衢州人，地层冻结法专家，同济大学副教授。1982年本科毕业于淮南矿业学院（今安徽理工大学）。他是管幕冻结法的主要提出人之一。